# Okayama
Okayama (岡山市, Okayama-shi) est une ville japonaise, capitale de la préfecture d'Okayama, dans la région de Chūgoku.

## Géographie

### Situation
Okayama est située au sud de la préfecture d'Okayama, en bordure de la mer intérieure de Seto. Elle est traversée par les fleuves Asahi et Yoshii.

### Municipalités limitrophes
| Kibichūō             | Misaki, Kumenan | Akaiwa                 |
| Sōja                 | Okayama         | Bizen, Setouchi        |
| Kurashiki, Hayashima | Tamano          | mer intérieure de Seto |

### Morphologie urbaine
Depuis 2009, Okayama est divisée en quatre arrondissements, central, Nord, Est et Sud :
| Nom        | Japonais | Population (2016) | Superficie (km2) | Carte |
| ---------- | -------- | ----------------- | ---------------- | ----- |
| Kita-ku    | 北区     | 309 685           | 450,70           |       |
| Naka-ku    | 中区     | 146 614           | 51,25            |       |
| Higashi-ku | 東区     | 95 442            | 160,53           |       |
| Minami-ku  | 南区     | 168 293           | 127,48           |       |

### Démographie
En février 2024, la population de la ville d'Okayama était de 714 678 habitants répartis sur une superficie de 789,95 km2.

### Climat
Okayama a un climat subtropical humide caractérisé par des étés chauds et humides et des hivers relativement doux. La température annuelle moyenne est de 15,5 °C. Les précipitations annuelles moyennes sont de 1 306 mm, juillet étant le mois le plus humide.

## Histoire
Avant l'époque de Muromachi, Okayama était une région agricole et comprenait un petit château. Durant l'époque Sengoku, Ukita Naoie attaqua le château pour s'emparer des voies de transport et des vastes terres agricoles de la région. Naoie rénove le château et construit la route Sanyō. Okayama devient la capitale politique et économique de la province de Bizen.
En 1600, Ukita Hideie, fils de Naoie et seigneur d'Okayama, perd à la bataille de Sekigahara. Il est remplacé par Kobayakawa Hideaki à la tête du domaine d'Okayama. Hideaki meurt en 1602, mettant fin à la lignée des Kobayakawa. C'est Ikeda Tadatugu, seigneur du domaine de Himeji, qui prend sa suite. Dès lors, le clan Ikeda gouvernera la domaine d'Okayama jusqu'à la fin du XIXe siècle. Poursuivant son développement économique, Okayama devient l'une des dix plus grandes villes fortifiées du Japon au XVIIIe siècle.
A la restauration de Meiji, la ville d'Okayama est créée avec la mise en place du système de municipalités modernes. Au début de la Seconde Guerre mondiale, Okayama est une ville de garnison pour l'armée impériale japonaise. Le 29 juin 1945, la ville est attaquée par l'armée de l'air américaine avec des bombes incendiaires. Presque toute la ville est incendiée et plus de 1 700 personnes sont tuées.
Okayama s'est rapidement développée dans les années 1960 pour devenir l'une des villes les plus importantes des régions de Chūgoku et Shikoku. En 1972, la ligne Shinkansen Sanyō ouvre entre Osaka et Okayama. En 1988, le grand pont de Seto permet de relier directement Okayama à Shikoku.
Okayama obtient le statut de ville désignée par ordonnance gouvernementale depuis 2009.

## Patrimoine naturel culturel

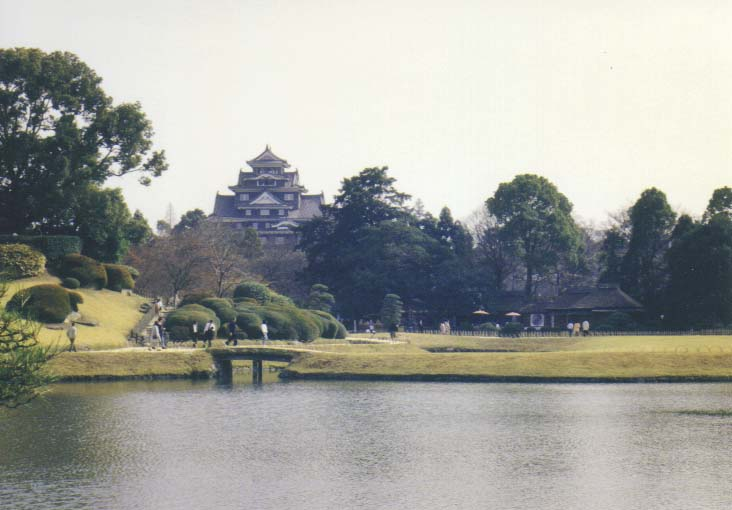
Jardin Korakuen et château

- Le Koraku-en, considéré comme un des trois plus beaux jardins du Japon, avec le Kairaku-en de Mito et le Kenroku-en. Ce jardin a été souhaité par un seigneur féodal : Ikeda Tsunamasa. Il a été commencé en 1686 et terminé en 1700.
- Le U-Jō (château noir) qui a été construit en 1573 par Ukita Naoie. Il a été détruit pendant la Seconde Guerre mondiale et reconstruit en 1966.

## Culture
- La fleur qui symbolise la ville est la fleur de chrysanthème ;
- La région d'Okayama possède un dialecte dénommé Okayama-ben ;
- Le château d'Okayama, comportant différentes pièces de son époque, dont des armures de samurais ;
- Le jardin kōraku-en d'Okayama, situé près de ce château ;
- Le musée préfectoral des beaux-arts d'Okayama est un musée accueillant une exposition permanente et des expositions temporaires ;
- Le musée des Beaux-Arts Hayashibara, un musée privé ;
- Le musée municipal d'Okayama (ja) ;
- Le Musée de l'Orient d'Okayama consacré au proche-orient ;
- Restes du château de Natsukawa.

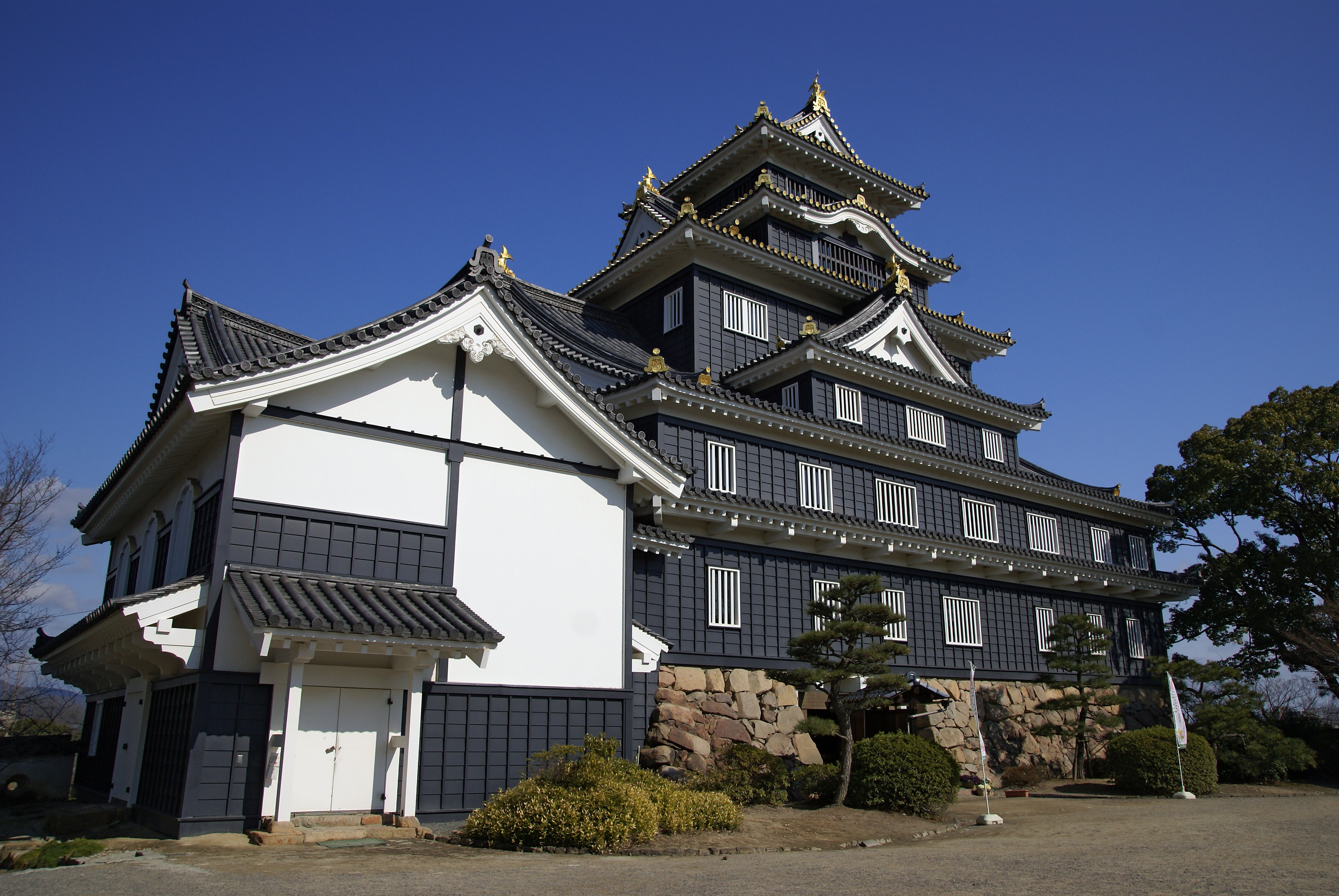
bâtiment principal du château d'Okayama.
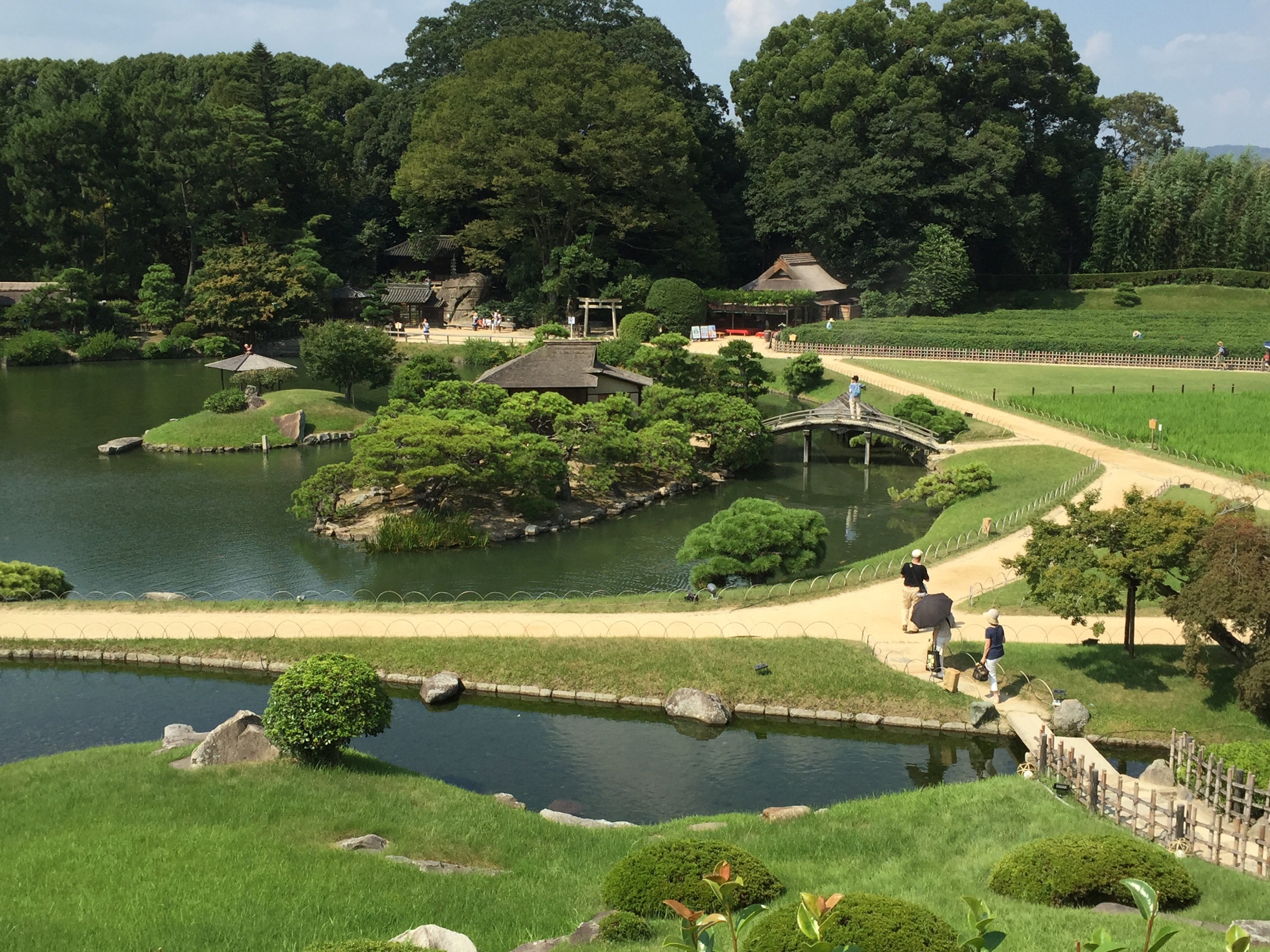
kōraku-en
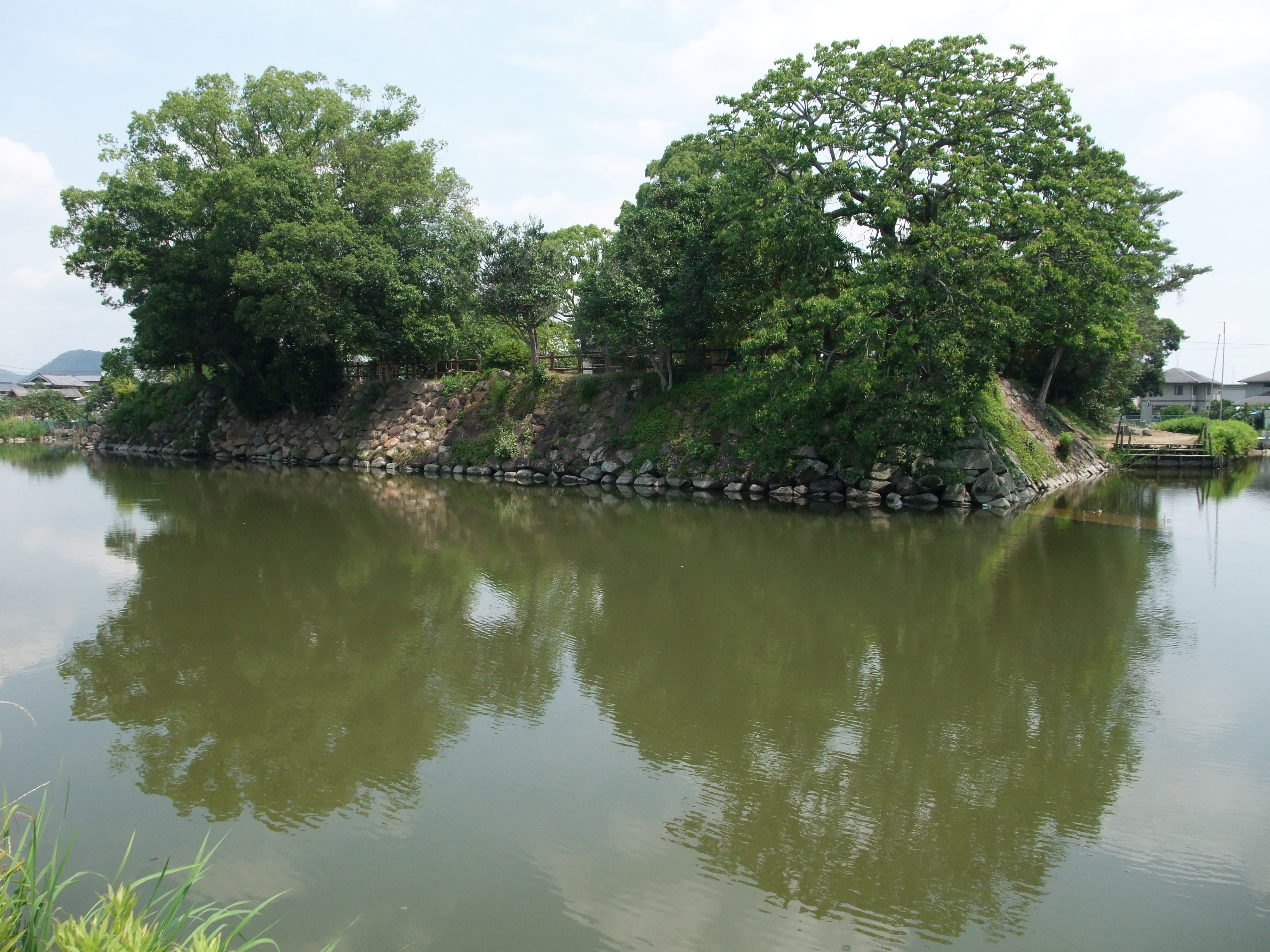
Restes du château de Natsukawa

## Transports

### Routes
La ville est desservie par les routes :
- 国道2号 (Route Nationale 2)
- 国道30号  (Route Nationale 30)
- 国道53号  (Route Nationale 53)
- 国道180号  (Route Nationale 180)
- 国道250号  (Route Nationale 250)
- 国道429号  (Route Nationale 429)

### Aérien
L'aéroport d'Okayama, situé au nord de la ville, assure notamment des liaisons avec Tokyo-Haneda, Sapporo-Chitose, Naha, Shanghai-Pudong ou Séoul-Incheon.

### Ferroviaire

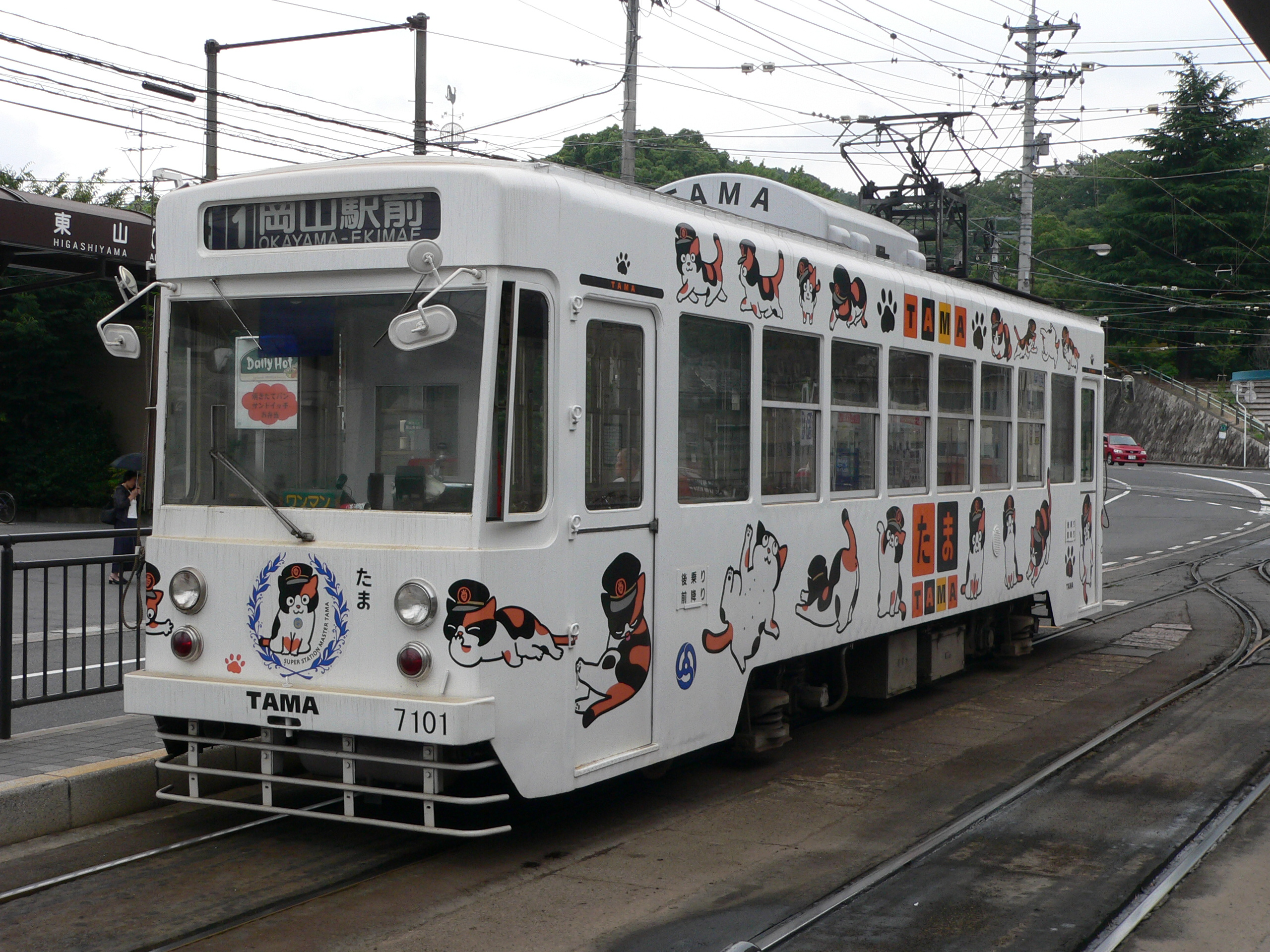
tramway 7101

La gare d'Okayama est la gare principale de la ville, desservie par la ligne Shinkansen Sanyō et plusieurs lignes classiques. Elle permet de rejoindre l'île de Shikoku au Sud et Matsue au Nord.
La ville possède un réseau de tramways.

## Villes jumelées
Okayama est jumelée avec :
- San Jose,  États-Unis depuis 1957
- San José,  Costa Rica depuis 1969
- Plovdiv,  Bulgarie  depuis 1972
- Bucheon-si,  Corée du Sud depuis 2002
- Hsinchu,  Taïwan depuis 2003
- Luoyang,  Chine depuis 1981

## Artisanat
- Bizen-yaki (備前焼?) : type de céramique qui a commencé à être produit pendant l'ère Muromachi.

### Personnalités liées à la municipalité
- Le poète haïku Kenshin (1961-1987) y est né.
- Shinji Morisue (1957-), gymnaste, champion olympique en 1984.
- Momotarō (太郎, "« garçon de pêche »") qui est un personnage du folklore japonais.
- Shigeru Ōnishi (1928–1994), artiste visuel, y est mort.